# Edith Stein
Sveta Edith Stein (Wroclaw, 12. listopada 1891. – Auschwitz, 9. kolovoza 1942.), mučenica i svetica Katoličke Crkve, suzaštitnica Europe, redovnica karmelićanka, doktorica znanosti na području filozofije, žrtva nacističkih progona Židova.

## Životopis

### Mladost i obrazovanje
Edith Stein (redovničko ime: Terezija Benedikta od Križa) rođena je u ortodoksnoj židovskoj obitelji. Već je u petnaestoj godini izgubila vjeru i postala ateist. Godine 1911. počela je slušati predavanja iz germanistike i filozofije na sveučilištu svoga rodnog mjesta Wroclawa, no posebno ju je zanimala filozofija; u njoj je mislila naći istinu, za kojom je u duši čeznula. 
Godine 1913. prešla je na sveučilište u Göttingen kako bi slušala predavanja Edmunda Husserla, začetnika fenomenologije. Husserl je također bio Židov, ali obraćenik na protestantizam. Edith je u Göttingenu živjela uobičajenim studentskim životom. U kolovozu 1916. položila je doktorski ispit iz filozofije summa cum laude, a iste je godine u listopadu postala Husserlova asistentica. 
U međuvremenu Prvi svjetski rat uzima stotine tisuća žrtava. Među žrtvama je bio i njezin prijatelj Adolf Reinach, koji ju je i upoznao s Husserlom. Edith je otputovala do njegove udovice. To je bio njen prvi susret s križem. "Bio je to moj prvi susret s križem i snagom Boga koju on udjeljuje onima koji ga primaju i nose. Prvi put sam ugledala Crkvu otkupljenih kršćana u njezinoj pobjedi nad poraznom smrću. Bio je to početak pada moje nevjere, židovstvo je izblijedjelo, a kršćanstvo zasjalo: Krist u otajstvu križa." 

### Obraćenje na katoličanstvo
Ta filozofija bez filozofske problematike, bez metafizike, nije mogla zadovoljiti težnju Edith Stein za apsolutnim. U Freiburgu se upoznala s Husserlovom učenicom Hedwigom Conrad-Martius. Kod nje je često provodila jedan dio svojih praznika, tako i ljeto 1921. godine. Jedne večeri, kad je bila sama, uzela je iz prijateljičine biblioteke Život Svete Terezije Avilske. "Počela sam čitati, bila sam odmah očarana i nisam prestala dok nisam došla do kraja. Kad sam zatvorila knjigu, rekla sam sama sebi: 'To je istina.'" 
Sutradan je kupila Katolički katekizam i Rimski misal. Na Novu godinu 1922. primila je sveto krštenje i uzela ime Tereza - Hedviga, te je otišla u Bratislavu da priopći majci svoj prijelaz na katoličku vjeru. Kleknula je pred nju i rekla jednostavno: "Majko, ja sam katolkinja." Učinak tih riječi bio je potresan. Prijelaz Edithin na katoličku vjeru značio je za gospođu Stein duhovno otuđenje koje je neminovno imalo nastupiti između nje i njene kćeri. Ali poznavajući beskompromisni karakter Edithin uvidjela je da su svi prigovori i ljutnja uzaludni, prekrila je lice rukama i počela plakati. Plakala je i Edith. Nježno je ljubila svoju majku i žao joj je bilo zadavati joj bol. Znala je da će odsada ona i majka biti dva svijeta koji se nikad neće moći razumjeti. Ipak, nije došlo do potpunog prekida između Edith i njezine majke. 

### Redovnički život, mučeništvo i smrt
Godine 1933. ušla je u karmelićanski samostan u Kölnu i uzela ime sestra Terezija Benedikta od Križa. Bila je profesorica na Pedagoškom institutu u Münsteru. Pisala je knjige o katoličkoj filozofiji. Pet godina kasnije bježi pred nacistima u Nizozemsku, odakle je 1942. godine deportirana u nacistički koncentracijski logor Auschwitz gdje je ubijena iste godine.

## Djela
Djela Edith Stein dostupna u hrvatskom prijevodu:
- Misterij Božića (Das Weihnachts Geheimnis, 1948.)[2]
- Znanost križa : studija o Ivanu od Križa (Kreuzeswissenschaft : Studie über Joannes a Cruce, 1942.)[3][4]
- Žena : njezina zadaća po naravi i milosti (Die Frau, ihre Aufgabe nach Natur und Gande, 1959.)[5][6]
- Iz života jedne židovske obitelj (Aus dem Leben einer jüdischen Familie, 1965.)[7][8]
- Misli (Pensieri, 2000.)[9]

## Štovanje
Papa Ivan Pavao II. proglasio je Edith Stein blaženom 1. svibnja 1987., svetom 11. listopada 1998. godine, a 1. listopada 1999. suzaštitnicom Europe, zajedno sa sv. Brigitom i sv. Katarinom Sienskom. Spomendan joj je 9. kolovoza.
Medicinski neobjašnjivo ozdravljenje na temelju kojega je proglašena svetom vezano je uz tada dvoipolgodišnju Teresu Benedictu McCharty, koja je u ožujku 1987. popila veliku dozu Tylenola (lijeka za gripu) i onesvijestila se. Hitno je odvezena u bolnicu »Cardinal Cushing« u Brocktonu gdje joj je u krvi otkrivena 16 puta veća količina acetaminofena od dopuštene, a jetra su zbog oteknuća bila pet puta veća negoli u normalnomu stanju. Prebačena je u Massachusettsku opću bolnicu u Bostonu i podvrgnuta intenzivnoj terapiji. Dana 24. ožujka 1987. zdravstveno se stanje iznenada počelo popravljati te je 5. travnja djevojčica otpuštena zdrava iz bolnice. U pretragama provedenim pet godina kasnije nisu bili otkriveni nikakvi tragovi trovanja organizma. Tijekom njezina boravka u bolnici, roditelji i prijatelji molili su Steinin zagovor, po čijem je redovničkom imenu djevojčica i dobila ime.

## Vanjske poveznice
Ostali projekti
|  | Zajednički poslužitelj ima još gradiva o temi Edith Stein |
|  | Wikicitati imaju zbirke citata o temi Edith Stein         |

Mrežna mjesta
- Edith Stein, [neaktivna poveznica], Kolo 4/2017
- Marina Fischer, Obraćenje Edith Stein - hod prema istinskom bitku osobe u svjetlu Znanosti križa (2020.)
- Mario Crvenka, Duhovna ostavština Edith Stein, Kolo 4/2017
- www.karmel.hr/web/sveci/sveci4.html  Arhivirana inačica izvorne stranice od 26. listopada 2011. (Wayback Machine) Sveta Edith Stein
- Edith Stein: Znanost križa, Zagreb, 1998.  Arhivirana inačica izvorne stranice od 27. svibnja 2015. (Wayback Machine)